# ATP Challenger Bruck
Der ATP Challenger Bruck (offiziell: Bruck Challenger) war ein Tennisturnier, das 1993 einmal in Bruck an der Mur, Österreich, stattfand. Es gehörte zur ATP Challenger Tour und wurde im Freien auf Sand gespielt.

## Liste der Sieger

### Einzel
| Jahr | Sieger          | Finalgegner  | Ergebnis |
| ---- | --------------- | ------------ | -------- |
| 1993 | Dmytro Poljakow | Simon Touzil | 6:4, 6:1 |

### Doppel
| Jahr | Sieger                         | Finalgegner                      | Ergebnis      |
| ---- | ------------------------------ | -------------------------------- | ------------- |
| 1993 | Nils Holm Lars-Anders Wahlgren | Ellis Ferreira Alexis Hombrecher | 0:6, 6:4, 6:4 |